# لوژنا (ناحیه وستین)
لوژنا (به چکی: Lužná) یک منطقهٔ مسکونی در جمهوری چک است که در ناحیه وستین واقع شده‌است. لوژنا ۱۵٫۶۸ کیلومتر مربع مساحت و ۵۶۸ نفر جمعیت دارد و ۴۴۰ متر بالاتر از سطح دریا واقع شده‌است.